# Оян (Каратальський район)
Оя́н (каз. Оян) — село у складі Каратальського району Жетисуської області Казахстану. Входить до складу Балпицького сільського округу.
Населення — 433 особи (2021; 523 у 2009, 511 у 1999, 555 у 1989).